# サブレ＝シュル＝サルト
サブレ＝シュル＝サルト （Sablé-sur-Sarthe）は、フランス、ペイ・ド・ラ・ロワール地域圏、サルト県のコミューン。花のまちコンクールで三つ花を獲得している。

## 地理
サブレ＝シュル＝サルトは、パリ盆地、ノルマンディー、ブルターニュの各地へ向かう道路が交差する地点にある。

## 歴史

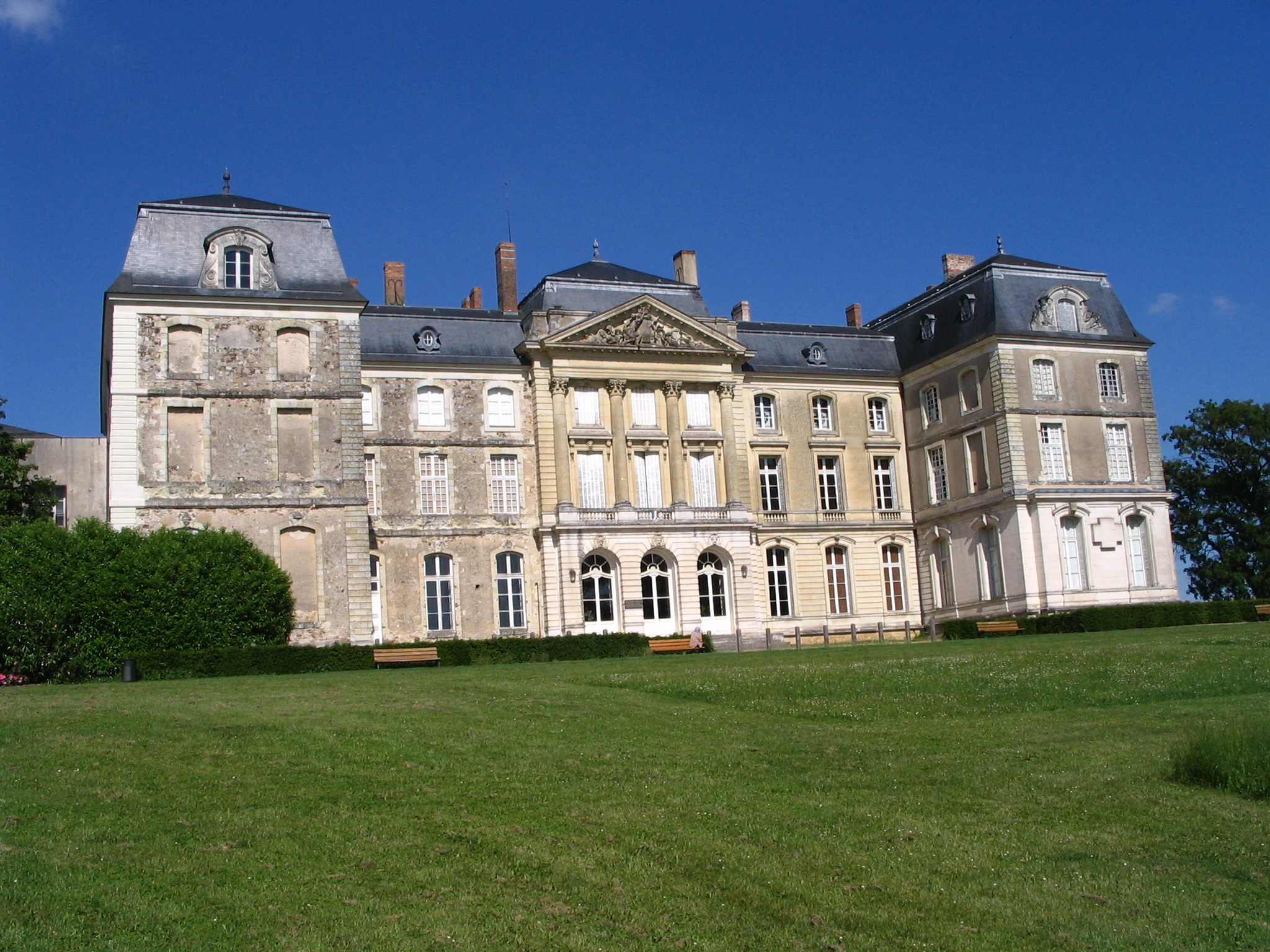
サブレ城

はっきりとした政治政策によって、25年間で人口が6000人から13500人に倍増し、伝統的なコミューンの境界を越えた真の拡大となっている。
何世紀にもわたって、サブレ＝シュル＝サルトはメーヌ地方とアンジュー地方の境界として立地の良い軍事要所となってきた。この要塞の賦役から解放されると町は発展して15世紀の人口はおよそ1200人であった。現在の城はかつての城があった場所に建てられた。
12世紀から13世紀、サブレ＝シュル＝サルトを治めたのはアンジューの代官ギヨーム・デ・ロシュであった。
百年戦争時代、イングランド軍はサブレを含む各地に駐留していた。アンシャン・レジーム時代からフランス革命まで、サブレはラ・フレーシュに依存していた。18世紀はサブレの目覚めた時代だった。村は町となり、ルイ14世の外務卿にしてコルベールの甥にあたるサブレ侯爵ジャン＝バティスト・コルベール・ド・トルシーの城があった。18世紀終わりには人口が3000人となっていた。この人口増加は革命時代に急に減速した。サブレの町は王統派のシュアン（fr）の避難地であった。
1809年は地元史において記念すべき年となった。無煙炭が近郊で発見され、同時に見つかった石灰が農業使用のため広まった。大理石の切り出しは、今よりも規模が大きく、その近代化と切り出しでサブレと周辺コミューンの人々が1500人ほど雇用されていた。
町は毎年22000トンを運ぶ川港の地に変貌した。一方、1861年に敷かれた鉄道は大きく輸送の形態を変えた。大理石産業の復興が促進され、駅の方向に都市化が拡大した。1886年の人口は6200人を数えた。
19世紀終わりから20世紀初頭までの期間は、サブレ経済が停滞と減退をみた時代だった。2度の世界大戦で農民が離散し、コミューンの大部分や農業市場、商業中心地は残っていたものの小規模な地元企業があるだけであった。
1929年、獣医師で社会主義者のラファエル・エリゼ（マルティニーク島出身）がサブレ市長となった。彼はフランス初の黒人の地方首長であった。エリゼは1940年まで市長職にあった。彼はドイツの敵意と有色人種差別から、二度と復帰することはなかった。エリゼは獣医師として働くものの除名され、レジスタンス運動に身を投じ、最後は裏切りにあってブーヘンヴァルト強制収容所へ送られ1945年に死んだ。
1960年代より市長ジョエル・ル・トゥルの指導のもと、サブレはその歴史で比類のない大きな成長を遂げた。成長の基盤は食品加工、金属加工、電機製造の経済活動で構成されていた。

## 姉妹都市
- ビュッケブルク、ドイツ

## 出身者
- サブレ領主ロベール4世 - 第11代テンプル騎士団総長
- ジャック・ボーミエ - 建築家